# Bittacus peterseni
Bittacus peterseni is een schorpioenvlieg uit de familie van de hangvliegen (Bittacidae). De wetenschappelijke naam van de soort is voor het eerst geldig gepubliceerd door Kimmins in 1938.
De soort komt voor in Zuid-Afrika.